# Coupe d'Europe des vainqueurs de coupe masculine de handball 1984-1985
Navigation
Coupe des Coupes 1983-1984 Coupe des coupes 1985-1986
La Coupe d'Europe des vainqueurs de coupe masculine de handball 1984-1985 est la 10e édition de la Coupe d'Europe des vainqueurs de coupe masculine de handball.
Organisée par la Fédération internationale de handball (IHF), la compétition est ouverte à 25 clubs de handball d'associations membres de l'IHF. Ces clubs sont qualifiés en fonction de leurs résultats dans leur pays d'origine lors de la saison 1983-1984.
Elle est remportée par le club espagnol du FC Barcelone, vainqueur en finale du club soviétique du CSKA Moscou.

## Résultats

### Premier tour
| Équipe 1                   | Score   | Équipe 2                 | Aller | Retour |
| -------------------------- | ------- | ------------------------ | ----- | ------ |
| Étoile rouge de Bratislava | 30 – 10 | Sasja Anvers             | 15-11 | 15-09  |
| UHK Kresto Krems           | 41 – 44 | USM Gagny                | 24-19 | 17-25  |
| Belenenses Lisbonne        | 39 – 49 | Coronas Tenerife         | 19-29 | 20-20  |
| Dinamo Bucarest            | 66 – 39 | Sintel Dernegi Istanbul  | 39-18 | 27-21  |
| Fola Esch                  | 28 – 59 | TSV St. Otmar Saint-Gall | 13-31 | 15-28  |
| Kamraterna Helsinki        | 30 – 51 | Lugi Lund                | 16-29 | 14-22  |
| SC Dynamo Berlin           | 54 – 37 | HV Sittardia             | 32-16 | 22-21  |
| Cividin Trieste            | 32 – 34 | Sportist Kremikovtsi     | 22-18 | 10-16  |
| Vestmanna IF               | 30 – 60 | CSKA Moscou              | 18-25 | 12-35  |

Concernant l'USM Gagny, les résultats sont :
- Match aller : UHK Kresto Krems bat USM Gagny 24-19 (12-10). 
  - UHK Kresto Krems: Soukup (8), Jochmann (6), Tiefenboeck (5), Ripper (2), Schebenplug (1), Boszcsyk (1), Illteal (1).
  - USM Gagny : Cailleaux (5), Grillard (4), Serinet (3), Germain (2), Perreux (1), Nouet (1), Méjean (1), Médard (GB).
- Match retour : USM Gagny bat UHK Kresto Krems 25-17 (12-9)
  - USM Gagny: Serinet (6), Germain (5, dont 1 pen.), Cailleaux (4. dont 1 pen.), Nouet (4), Silly (4), Méjean (1 ), Garnier (1), Médard (GB).
  - UHK Kresto Krems : Soukup (4, dont 1 pen), Grubock (4), Bosczcyk (3), Ripper (2), Jochmann (2), Tiefenbock (1), Scheinbenplug (1).

### Huitièmes de finale
Les résultats des huitièmes de finale sont :
| Équipe 1               | Score   | Équipe 2                   | Aller | Retour |
| ---------------------- | ------- | -------------------------- | ----- | ------ |
| Maccabi Rishon LeZion  | 33 – 38 | Lugi Lund                  | 19-17 | 14-21  |
| Dinamo Bucarest        | 54 – 57 | RK Crvenka                 | 32-29 | 22-28  |
| Reinickerdorfer Füchse | 37 – 39 | TSV St. Otmar Saint-Gall   | 23-22 | 14-17  |
| CSKA Moscou            | 59 – 47 | Sportist Kremikovtsi       | 36-25 | 23-22  |
| SC Dynamo Berlin       | 44 – 38 | Veszpremi Epitok           | 21-20 | 23-18  |
| FC Barcelone           | 48 – 42 | Étoile rouge de Bratislava | 26-19 | 22-23  |
| Vikingur Reykjavik     | 56 – 42 | Coronas Tenerife           | 28-21 | 28-21  |
| USM Gagny              | 44 – 36 | Ajax Copenhague            | 22-15 | 22-21  |

Concernant le Stade Marseillais UC, les résultats sont :
- Match aller : USM Gagny bat Ajax Copenhague : 22-15 (11-6)
  - USM Gagny : Germain (7, dont 2 pen.), Serinet (5), Silly (4), Cailleaux (3), Piot (2), Nouet (1), Médard (GB).
  - Ajax Copenhague : Malmstrom (7. dont 2 pen.), C. Larsen (3), Dehn (1 pen.), Faerge (1), Haugen (1 pen.), Nielsen (1), Hansen (1).
- Match retour : USM Gagny bat Ajax Copenhague : 22-21 (10-8)
  - Ajax Copenhague : Faerge (5), Dehn (4, dont 3 pen.), H.-J. Larsen (5), Malmstrom (2), Kyvsgaard (1), Johausen (1), C. Larsen (1 pen.), Eldrup (2).
  - USM Gagny: Germain (5, dont 2 pen.), Nouet (3), Garnier (3). Perreux (2), Grillard (4), Piot (1), Couriol (1), Cailleaux (2, dont 1 pen.), Silly (1), Médard (GB).

### Quarts de finale
Les résultats des quarts de finale sont :
| Équipe 1                 | Score   | Équipe 2    | Aller | Retour |
| ------------------------ | ------- | ----------- | ----- | ------ |
| TSV St. Otmar Saint-Gall | 32 – 39 | Lugi Lund   | 20-16 | 12-23  |
| FC Barcelone             | 40 – 32 | USM Gagny   | 25-17 | 15-15  |
| SC Dynamo Berlin         | 42 – 49 | CSKA Moscou | 24-24 | 18-25  |
| Vikingur Reykjavik       | 45 – 39 | RK Crvenka  | 20-15 | 25-24  |

### Demi-finales
| Équipe 1           | Score    | Équipe 2     | Aller | Retour |
| ------------------ | -------- | ------------ | ----- | ------ |
| Vikingur Reykjavik | 32 – 35  | FC Barcelone | 20-13 | 12-22  |
| Lugi Lund          | 42 – 42* | CSKA Moscou  | 23-23 | 19-19  |

*Le CSKA Moscou qualifié selon la règle du nombre de buts marqués à l'extérieur (23 contre 19).

### Finale
| Équipe 1    | Score    | Équipe 2     | Aller | Retour |
| ----------- | -------- | ------------ | ----- | ------ |
| CSKA Moscou | 50 – 50* | FC Barcelone | 30-23 | 20-27  |

*Le FC Barcelone vainqueur selon la règle du nombre de buts marqués à l'extérieur (23 contre 20).